# Untrasried

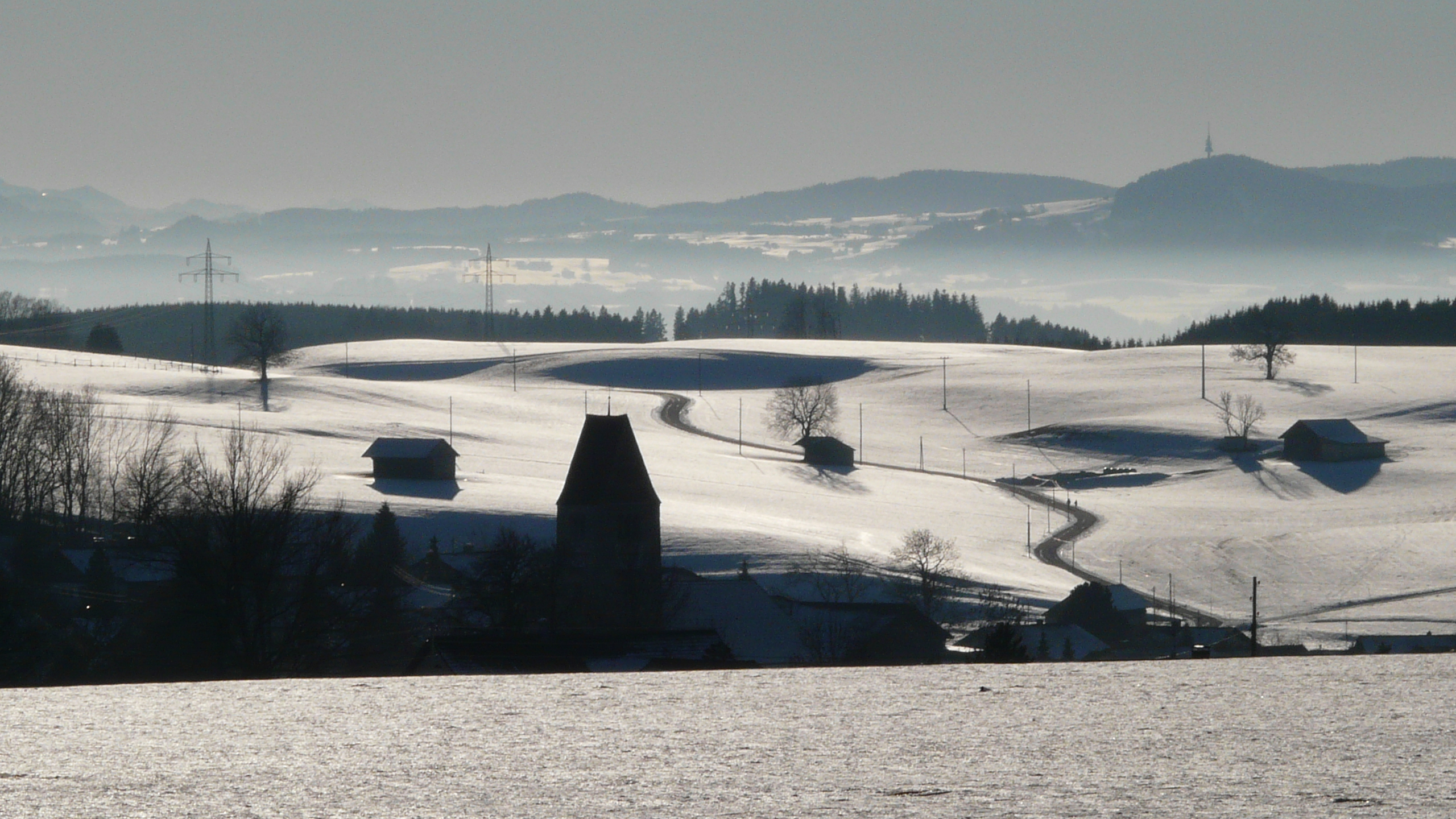
Untrasried im Winter

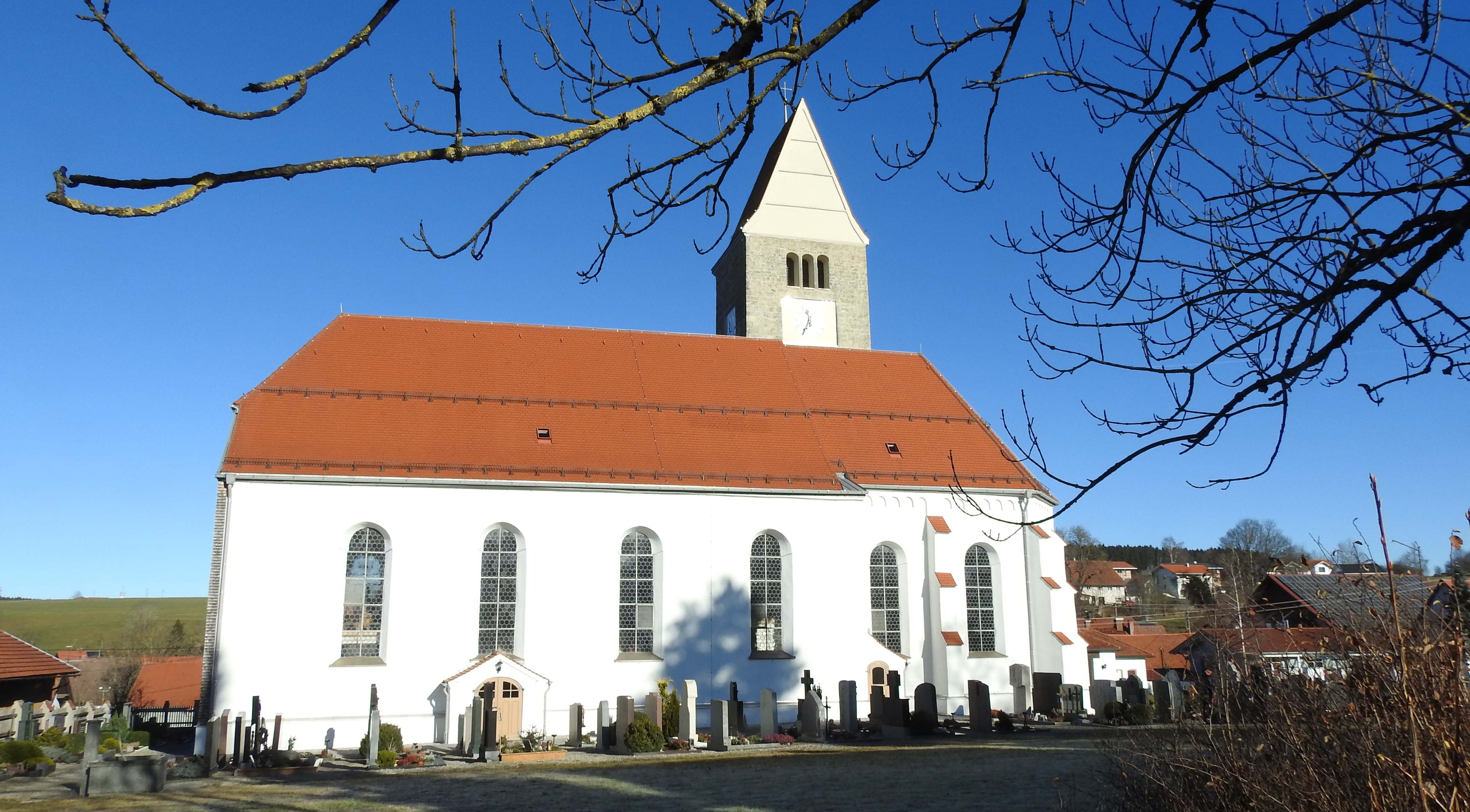
Untrasried – Kirche von Süden

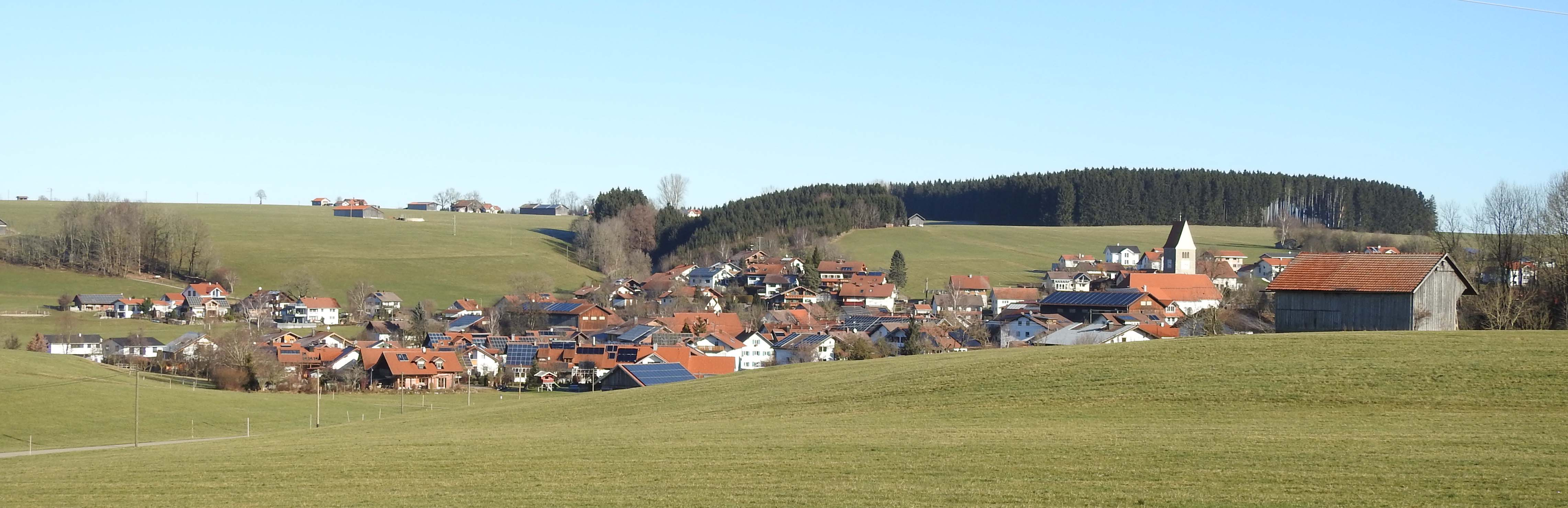
Untrasried von Südwesten

Untrasried ist eine Gemeinde im schwäbischen Landkreis Ostallgäu. Die Gemeinde ist Mitglied der Verwaltungsgemeinschaft Obergünzburg.

## Geografie

### Lage
Untrasried liegt in der Region Allgäu im Günztal und ist die am westlichsten gelegene Gemeinde des Landkreises Ostallgäu. Unweit des westlichsten Punktes stoßen die Landkreise Oberallgäu, Ostallgäu und Unterallgäu zusammen. In der Gemeinde entspringt die Westliche Günz. Nach etwa neunzehn Kilometern vereinigt sie sich bei Lauben (Landkreis Unterallgäu) mit der Östlichen Günz zur Günz, die bei Günzburg in die Donau mündet. Die Gemeinde liegt zwischen 725 m ü. NHN (westliche Günz) und 902 m ü. NHN (Eschers Höhe) hoch.

### Gemeindegliederung
Die Gemeinde hat 29 Gemeindeteile (in Klammern ist der Siedlungstyp angegeben):
- Bremberg (Weiler)
- Brücklings (Einöde)
- Engelwarz (Einöde)
- Eschers (Dorf)
- Freitags (Einöde)
- Gschwend (Einöde)
- Habranz (Weiler)
- Hopferbach (Pfarrdorf)
- Horn (Einöde)
- Hueb (Einöde)
- Hufschlag (Dorf)
- Langenthal (Weiler)
- Maneberg (Weiler)
- Moosmühle (Einöde)
- Niederwang (Dorf)
- Ösch (Einöde)
- Ostenried (Weiler)
- Remmelsberg (Dorf)
- Schellenberg (Weiler)
- Schmalholz (Weiler)
- Schwantele (Weiler)
- Siggenhorn (Einöde)
- Simmerberg (Weiler)
- Sonderried (Weiler)
- Stöcken (Weiler)
- Ullenberg (Weiler)
- Untrasried (Pfarrdorf)
- Waizenried (Dorf)
- Weihermühle (Weiler)

Es gibt die Gemarkungen Hopferbach und Untrasried.

## Geschichte

### Bis zur Gemeindegründung
Untrasried gehörte einst zum Fürststift Kempten. Seit dem Reichsdeputationshauptschluss von 1803 gehört der Ort zu Bayern. 1818 entstand mit dem Gemeindeedikt die heutige Gemeinde.

### Eingemeindungen
Am 1. April 1974 ließ sich die Gemeinde Hopferbach freiwillig nach Untrasried eingemeinden.

### Einwohnerentwicklung
| Jahr      | 1961 | 1970 | 1987 | 1991 | 1995 | 2000 | 2005 | 2010 | 2015 | 2020 |
| Einwohner | 1226 | 1131 | 1231 | 1313 | 1380 | 1443 | 1520 | 1528 | 1570 | 1615 |

Untrasried wuchs von 1988 bis 2008 um 269 Einwohner bzw. ca. 21 %.Zwischen 1988 und 2018 wuchs die Gemeinde von 1257 auf 1590 um 333 Einwohner bzw. um 26,5 %.

## Politik

### Bürgermeister
Erster Bürgermeister ist seit Mai 1996 Alfred Wölfle. Er wurde für eine fünfte Amtszeit von der Wählergruppe Eintracht Untrasried nominiert und am 15. März 2020 mit 88,88 % der Stimmen für weitere sechs Jahre gewählt.

### Gemeinderat
Die Wahl am 15. März 2020 hatte folgendes Ergebnis:
- Eintracht Untrasried: 7 Sitze (60,60 %)
- Wählerblock Hopferbach: 5 Sitze (39,40 %).

Die Wahlbeteiligung lag bei 69,94 %.

### Wappen
|  | Blasonierung: „Gespalten von Silber und Blau; vorne ein aufspringender Rappe, hinten auf grünem Dreiberg ein silberner Zinnenturm.“ |
|  | |

## Kultur und Sehenswürdigkeiten

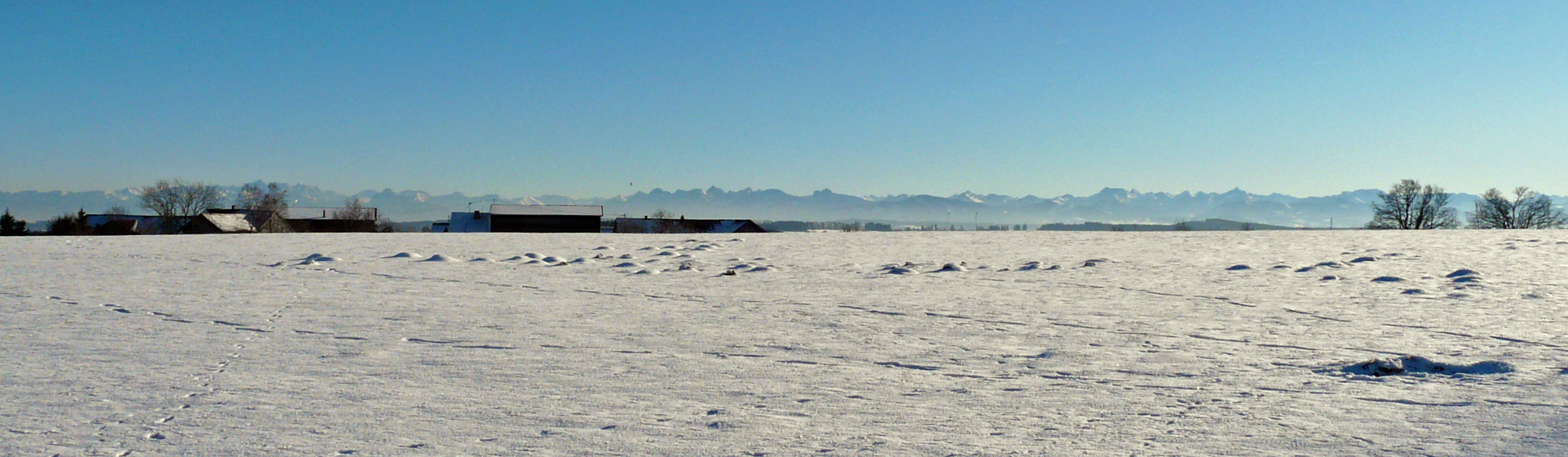
Eschers Höhe (902 m) – Alpenpanorama

Die Höhe von Eschers (mit 902 m ü. NHN) gilt als nördlichster Punkt Bayerns über 900 m Höhe südlich der Donau und bietet an klaren Tagen ein Alpenpanorama vom Karwendel bis zu den Ostschweizer Alpen.

### Regelmäßige Veranstaltungen
Untrasried ist für den Rockfrühling im ganzen Allgäu und darüber hinaus bekannt.
Jedes Jahr im Frühjahr findet dieses Fest statt und lockt an zwei Abenden knapp 10.000 Besucher nach Untrasried.

## Wirtschaft und Infrastruktur

### Wirtschaft einschließlich Land- und Forstwirtschaft
Es gab im Jahr 2021 nach der amtlichen Statistik im Bereich der Land- und Forstwirtschaft keine, im produzierenden Gewerbe 153 und im Bereich Handel und Verkehr 17 sozialversicherungspflichtig Beschäftigte am Arbeitsort. In sonstigen Wirtschaftsbereichen waren am Arbeitsort 32 Personen sozialversicherungspflichtig beschäftigt. Sozialversicherungspflichtig Beschäftigte am Wohnort gab es insgesamt 686. Im verarbeitenden Gewerbe gab es zwei, im Bauhauptgewerbe vier Betriebe. Zudem bestanden im Jahr 2020 48 landwirtschaftliche Betriebe mit einer landwirtschaftlich genutzten Fläche von 1963 ha, davon waren 1901 ha Dauergrünfläche.
Im Jahr 2022 erzielte Untrasried Einnahmen aus der Gewerbesteuer in Höhe von 0,37 Millionen Euro. Mit einem Gewerbesteuerhebesatz von 250 % zählt die Gemeinde zu den steuerlich attraktivsten Standorten Deutschlands. So ist Untrasried steuerlich deutlich günstiger als die Landeshauptstadt München (Gewerbesteuerhebesatz 490 %). Im Landkreis Ostallgäu sind Untrasried und Rettenbach am Auerberg die Gemeinden mit dem niedrigsten Gewerbesteuerhebesatz von jeweils 250 %.

### Bildung
Es gibt folgende Einrichtungen (Stand: 2022):
- 1 Kindergarten: 103 Kindergartenplätze und 94 betreute Kinder

## Bilder

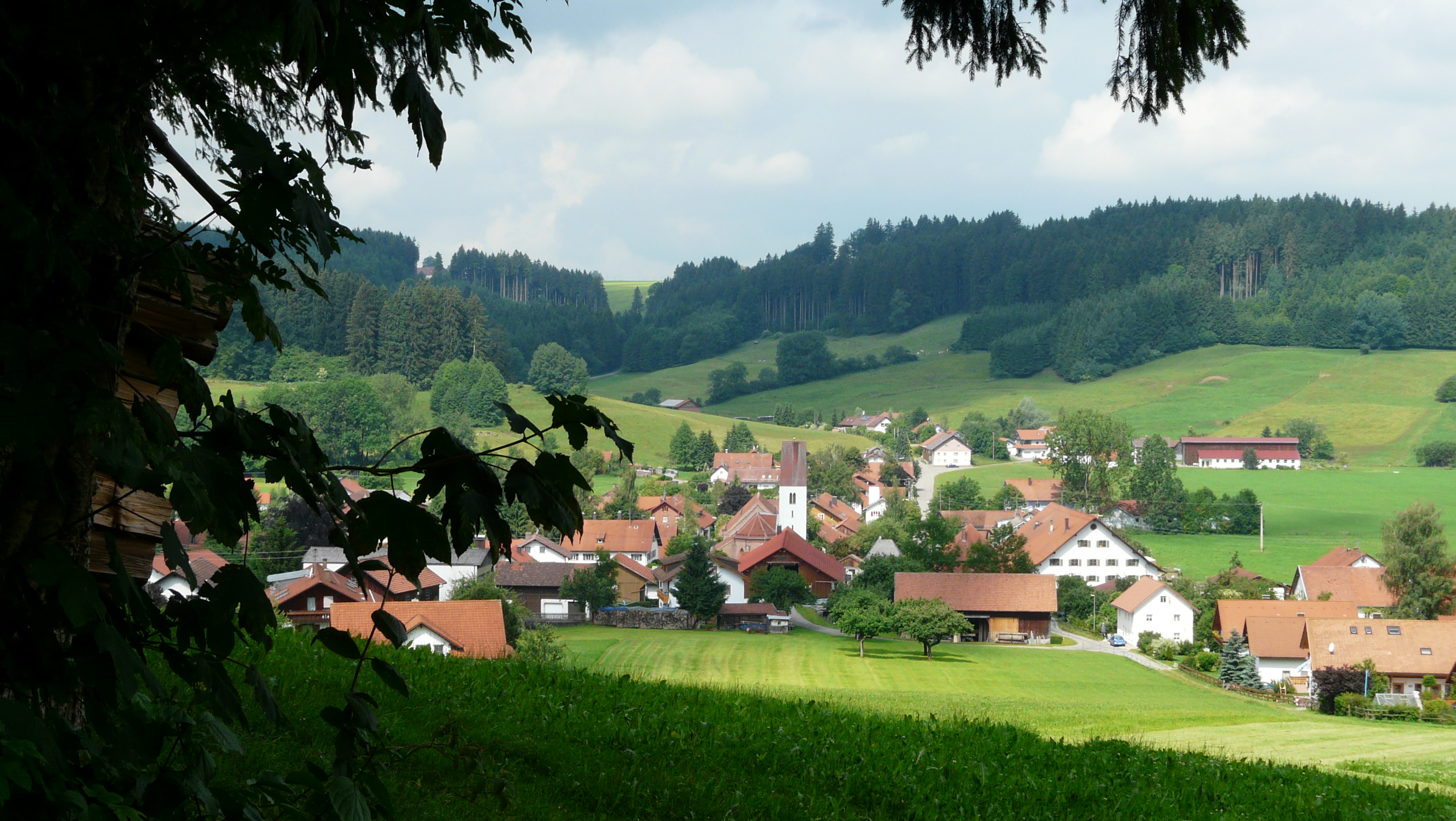
Hopferbach
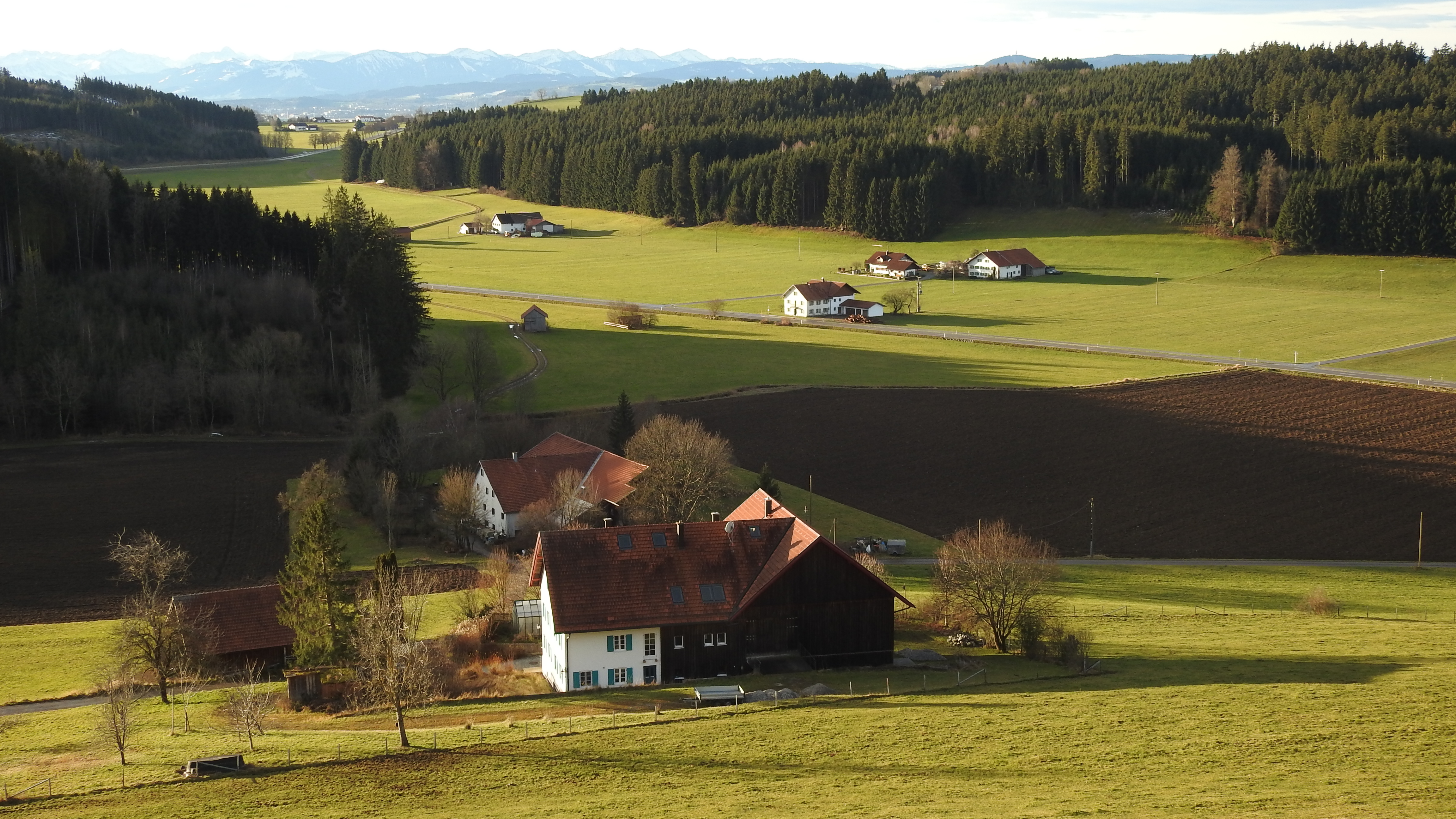
Niederwang
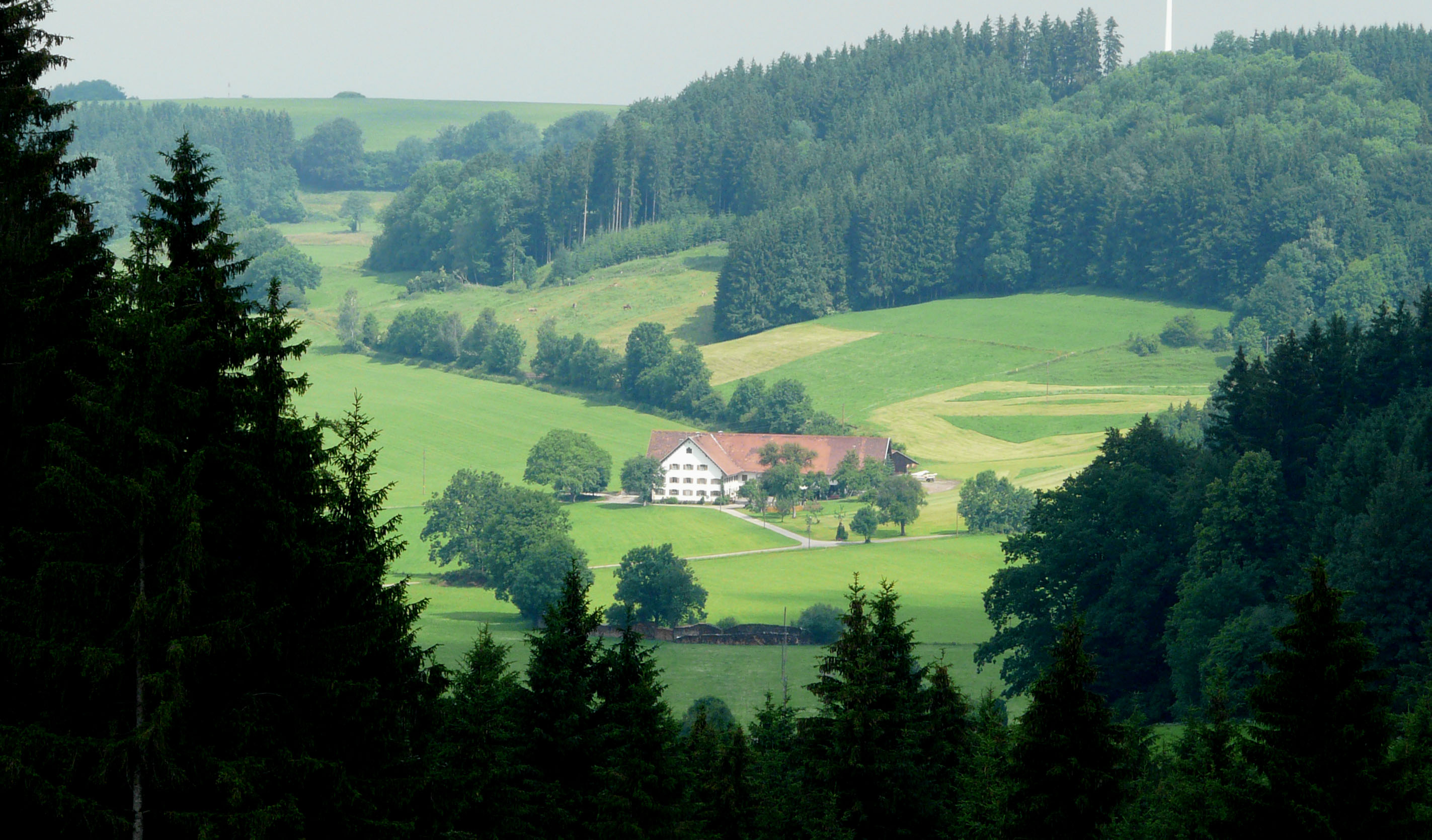
Siggenhorn
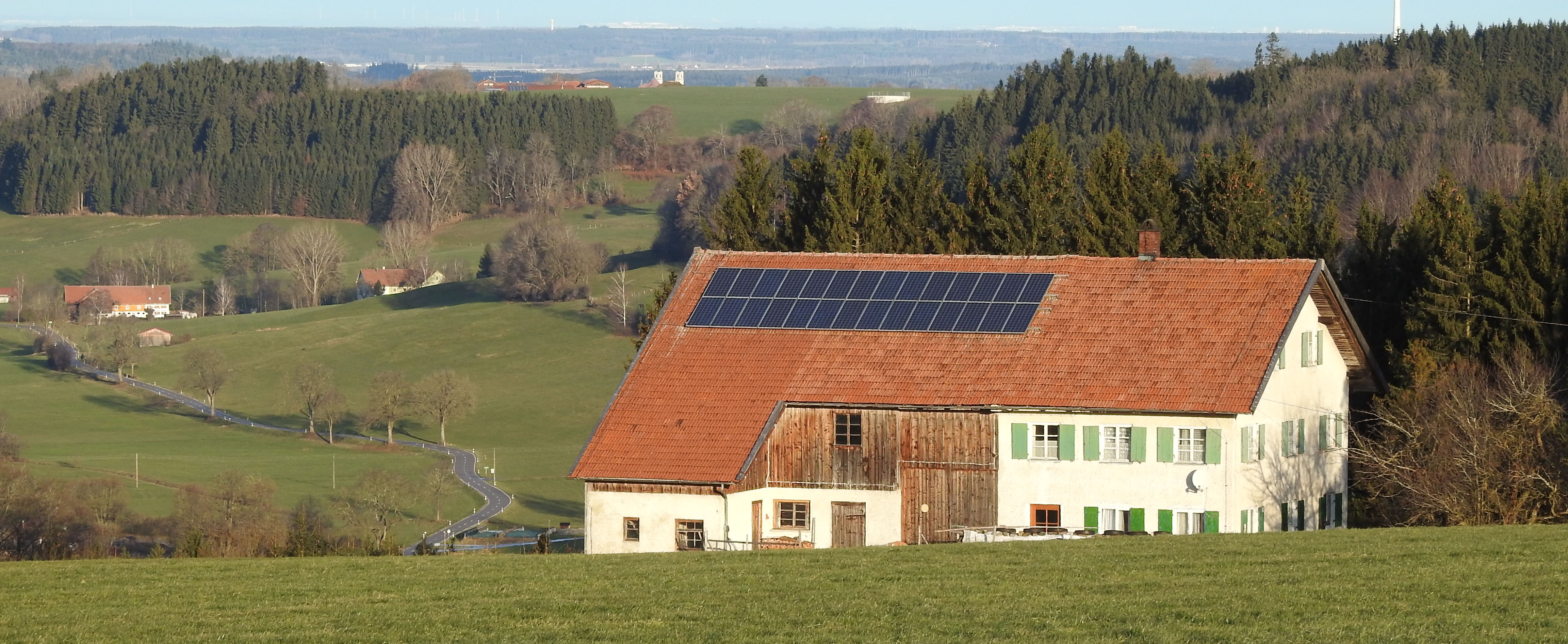
Simmerberg, das Tal der westlichen Günz, Ottobeuren und am Horizont Ulm
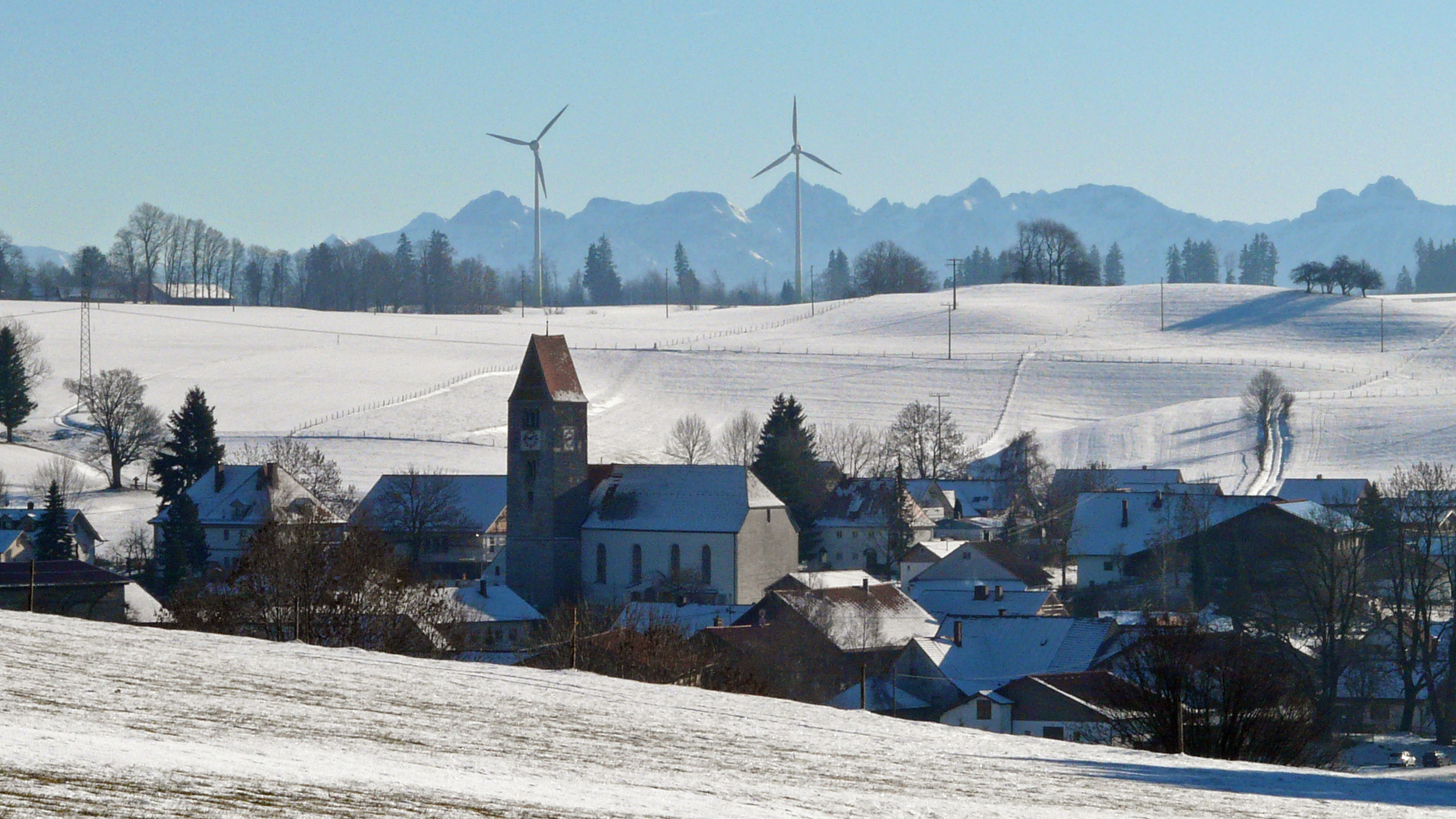
Untrasried im Winter
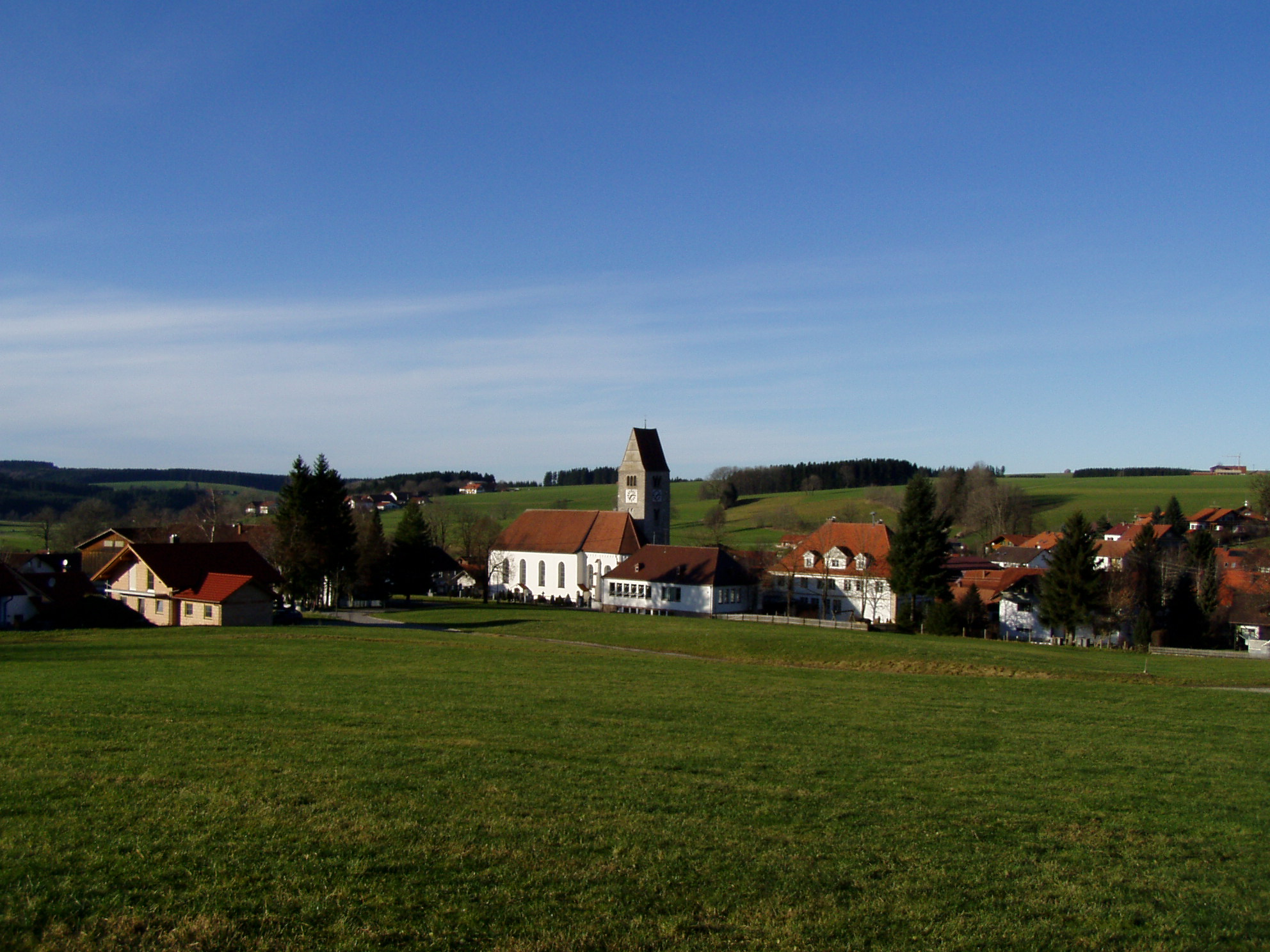
Untrasried von Südosten
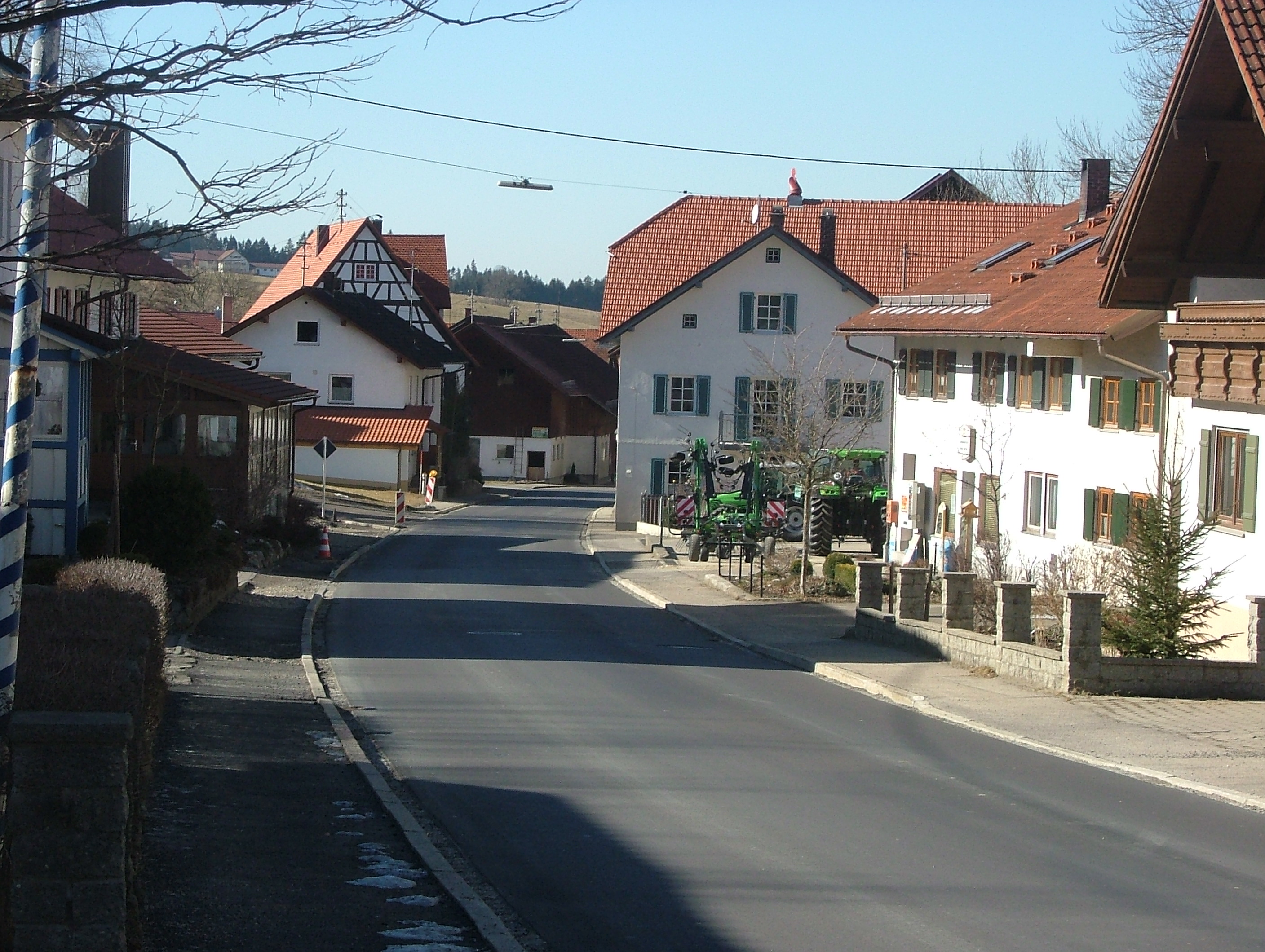
Untrasried Dorfstraße
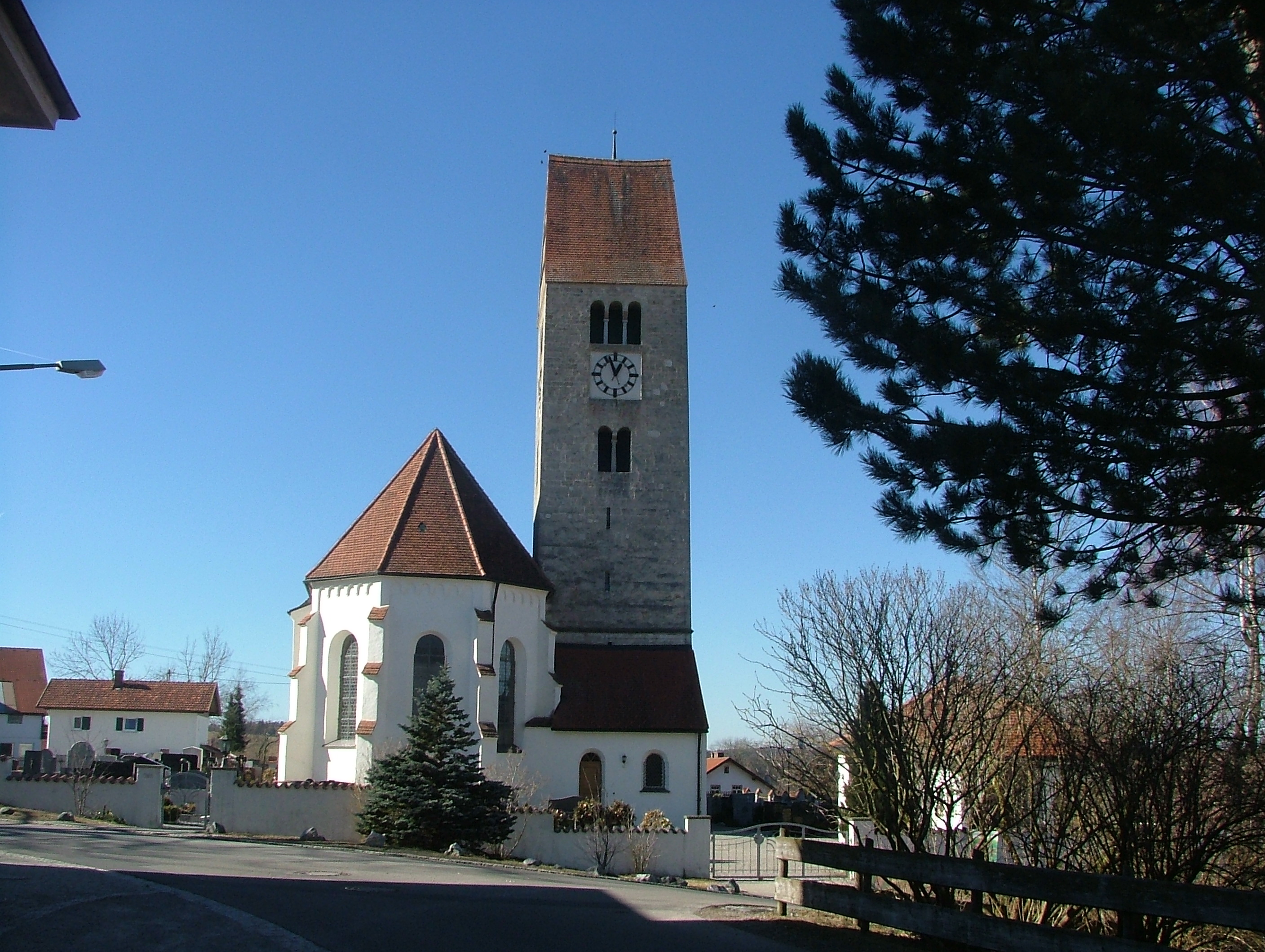
Pfarrkirche St. Sebastian